# Hamm (Luxembourg)
Pour l’article homonyme, voir Hamm (homonymie).
Pour les articles ayant des titres homophones, voir Ham, Hamme, Am, Amm et Ame.

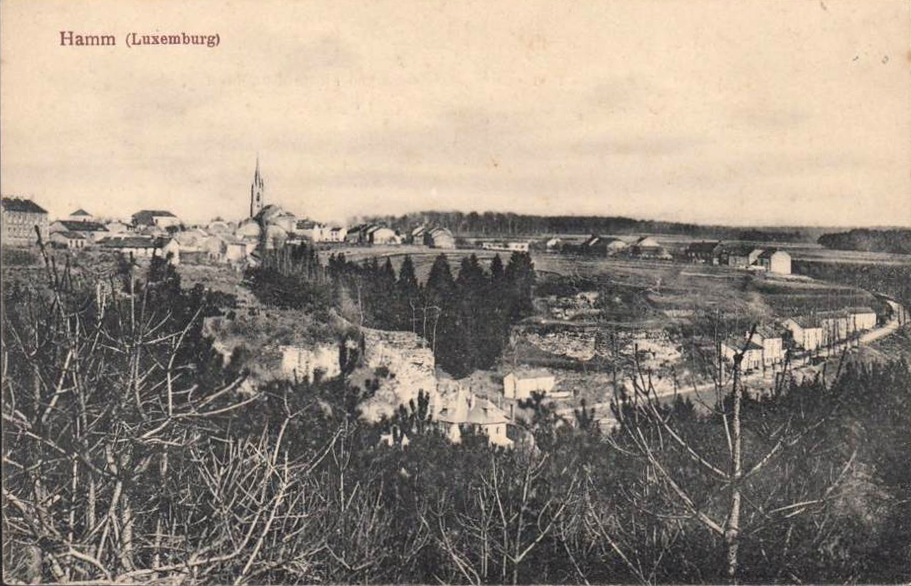
Vue historique sur Hamm

Hamm  est l'un des vingt-quatre quartiers de Luxembourg.
Situé dans l'Est de la ville, il compte en 2025 1 557 habitants, dont 58% de non-luxembourgeois.

## Géographie

### Localisation
Le quartier Hamm a une surface de 407,62 ha et est situé à la frontière est de la capitale. Il confine au nord à Cents, au sud à Bonnevoie-Sud, et à l'ouest à Pulvermühl.

### Voies de communication et transports
Le quartier est desservi par la gare de Cents-Hamm. De plus, une liaison de bus garantit un accès au centre-ville (bus 9 et 15).

## Histoire
Hamm est une très ancienne zone de peuplement, puisque des silex y furent trouvés. De plus, les vestiges d'une section de fortification datant de l'âge de fer ont été découverts près de l'Alzette. Durant la période romaine, un poste de garde qui surveillait l'Alzette se trouvait à l'emplacement de l'église.
C'est en 1243 que le nom de Hamm est pour la première fois documenté dans un acte d'achat. À l'époque, un monastère dédié à sainte Catherine se trouvait à Hamm. Le chœur de l'église de Hamm, consacré en 1337, date encore de cette époque.
Lors du siège de Luxembourg en 1684 par les troupes de Louis XIV, Hamm acquiert une position stratégique. En effet, l'état major du front est de la ville, dirigé par le maréchal Créquy, est stationné à Hamm.
En 1796, Hamm ne compte que 90 habitants, or cette population va rapidement augmenter au cours du XIXe siècle. En 1830, les frères Godchaux, Samson (lb) et Quetschlik (lb) fondent une manufacture textile à Schleifmühle. Le développement de leur usine, qui à son apogée employait 800 personnes sur ce seul site, fait augmenter la population de Hamm qui en 1874 devient une commune indépendante.
Durant cette période de prospérité, Hamm se dote d'une école, l'église est agrandie en 1901 et le réseau d'eau courante est établi en 1902.
À la suite des guerres mondiales, le territoire de Hamm fût rattaché à la Ville de Luxembourg en 1920, à cause du déclin économique dont fut victime la draperie.
Le quartier abrite depuis 1944 le Luxembourg American Cemetery and Memorial, un cimetière de soldats américains ayant combattu lors de la Seconde Guerre mondiale et la Bataille des Ardennes, y compris le général Patton. En outre, on y trouve depuis 1995 l'unique crématorium du pays, le crématorium de Hamm.

## Politique et administration

### Liste des bourgmestres
| Identité                         | Période          | Période                                    | Durée                     | Étiquette |
| Identité                         | Début            | Fin                                        | Durée                     | Étiquette |
| -------------------------------- | ---------------- | ------------------------------------------ | ------------------------- | --------- |
| Paul Godchaux (d) (1844 - 1888)  | 1er janvier 1874 | 9 octobre 1888 (mort en cours de mandat)   | 14 ans, 9 mois et 8 jours |           |
| Jules Godchaux (d) (1845 - 1917) | 1888             | 4 septembre 1917 (mort en cours de mandat) | 29 ans                    |           |
| Émile Godchaux (d) (1864 - 1942) | 1917             | 1918 (démission)                           | 1 an                      |           |
| Pierre Kohner (d) (1858 - 1927)  | 1918             | 1er juin 1920 (dissolution (en)            | 2 ans                     |           |

## Population et société

### Démographie
Le quartier de Hamm est rare quartier plus ruraux que la ville de Luxembourg. Il possède une majorité d'habitants luxembourgeois, malgré beaucoup d'habitants portugais ou français. De plus, Hamm est le second quartier avec le plus haut taux de propriétaire à Luxembourg avec seulement 26,6 % de locataire.
Le quartier de Hamm a une augmentation de population légèrement en dessous de la moyenne municipale avec un taux de seulement 3,63 %.

### Sports
Le club de football FC Rapid Mansfeldia Hamm Benfica se situe dans le quartier.

## Culture local et patrimoine

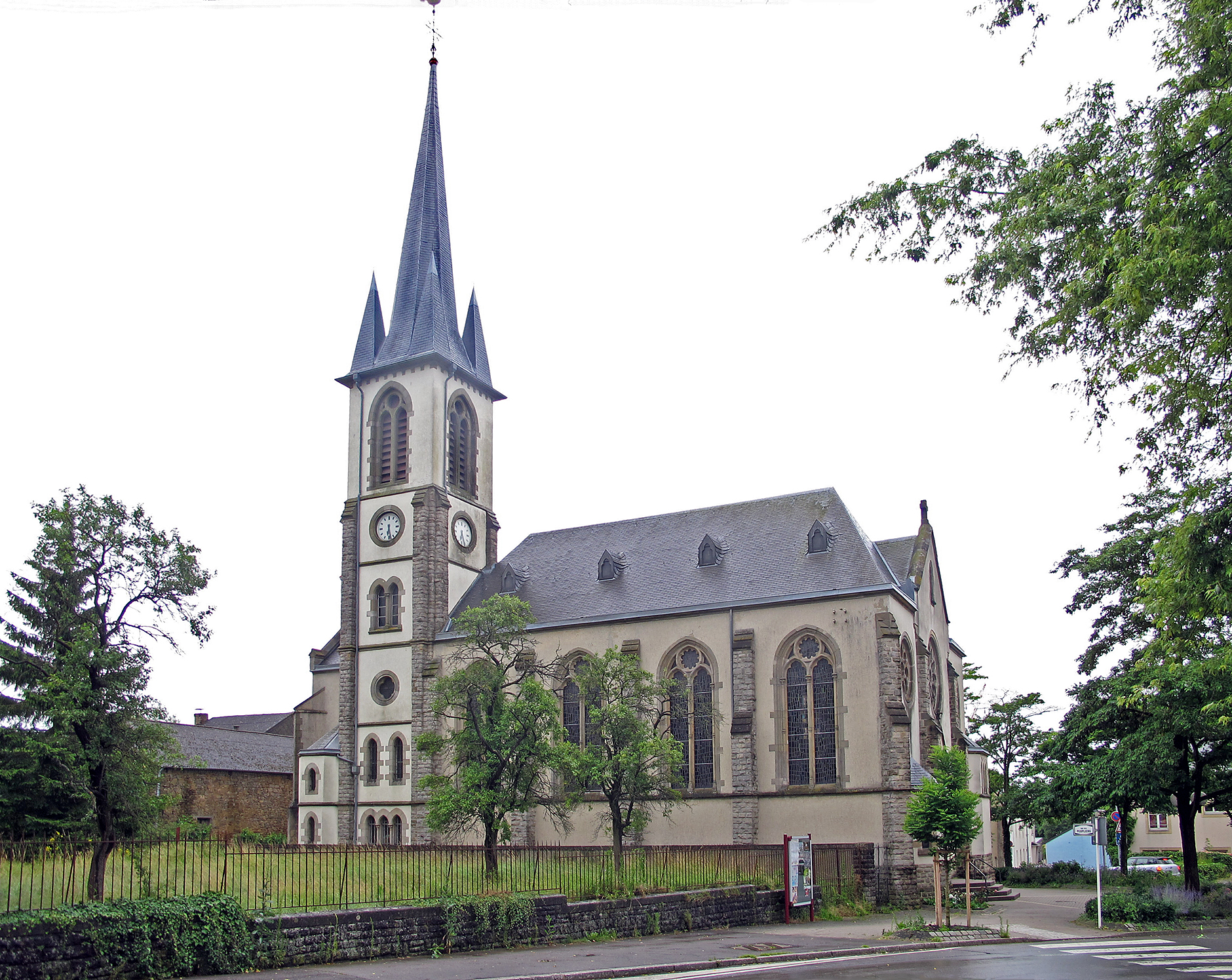
Église de Hamm construite en 1337 et agrandie en 1902.
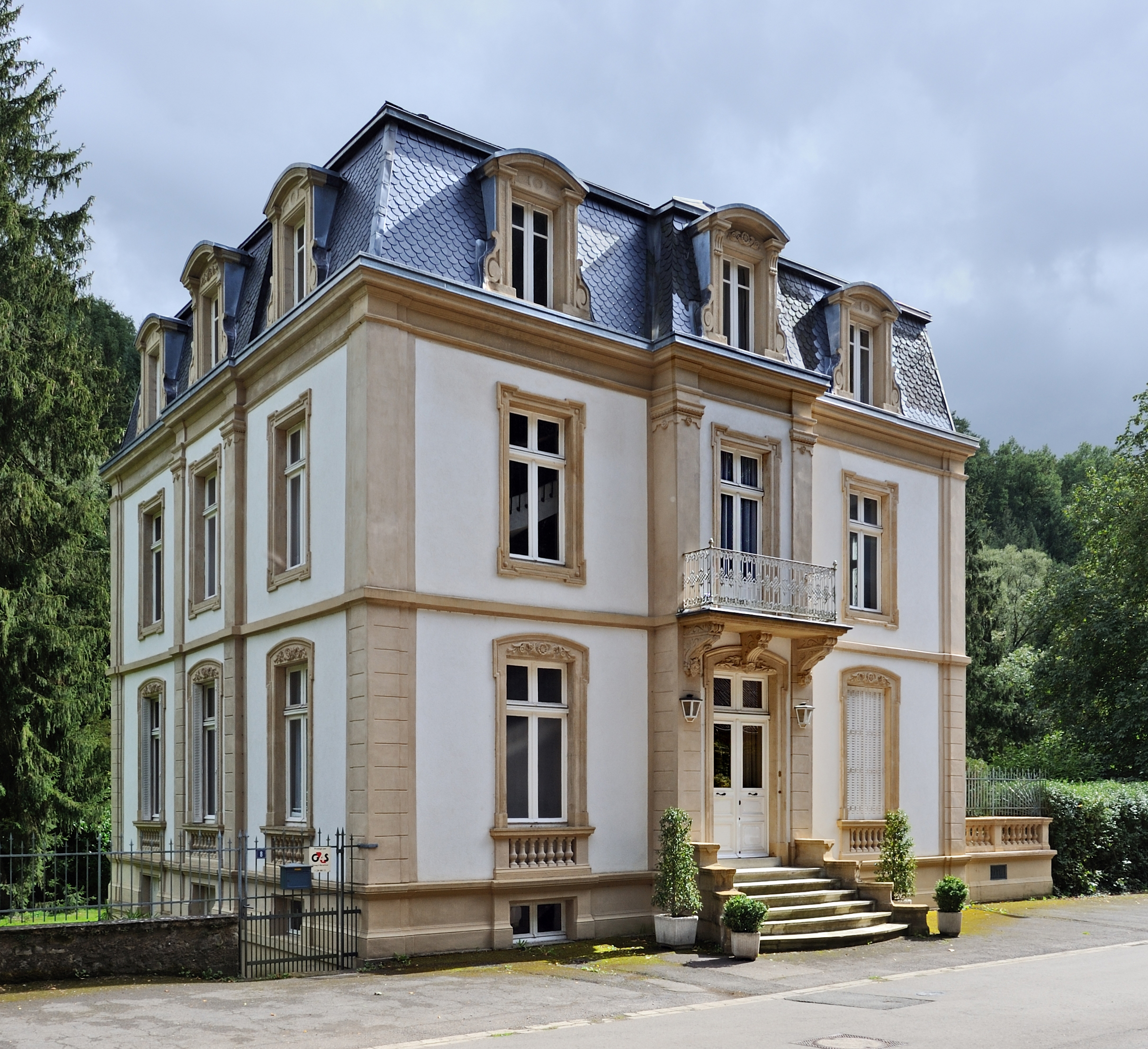
Villa de la famille Godchaux.
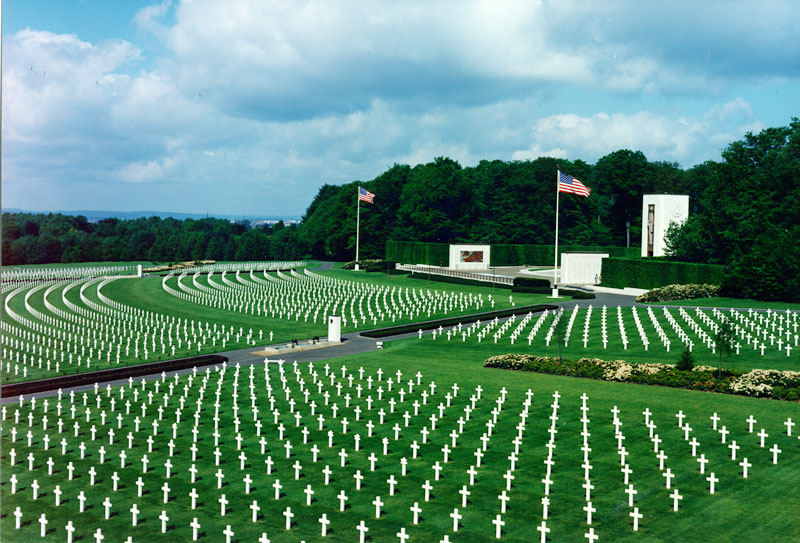
Cimetière militaire américain.
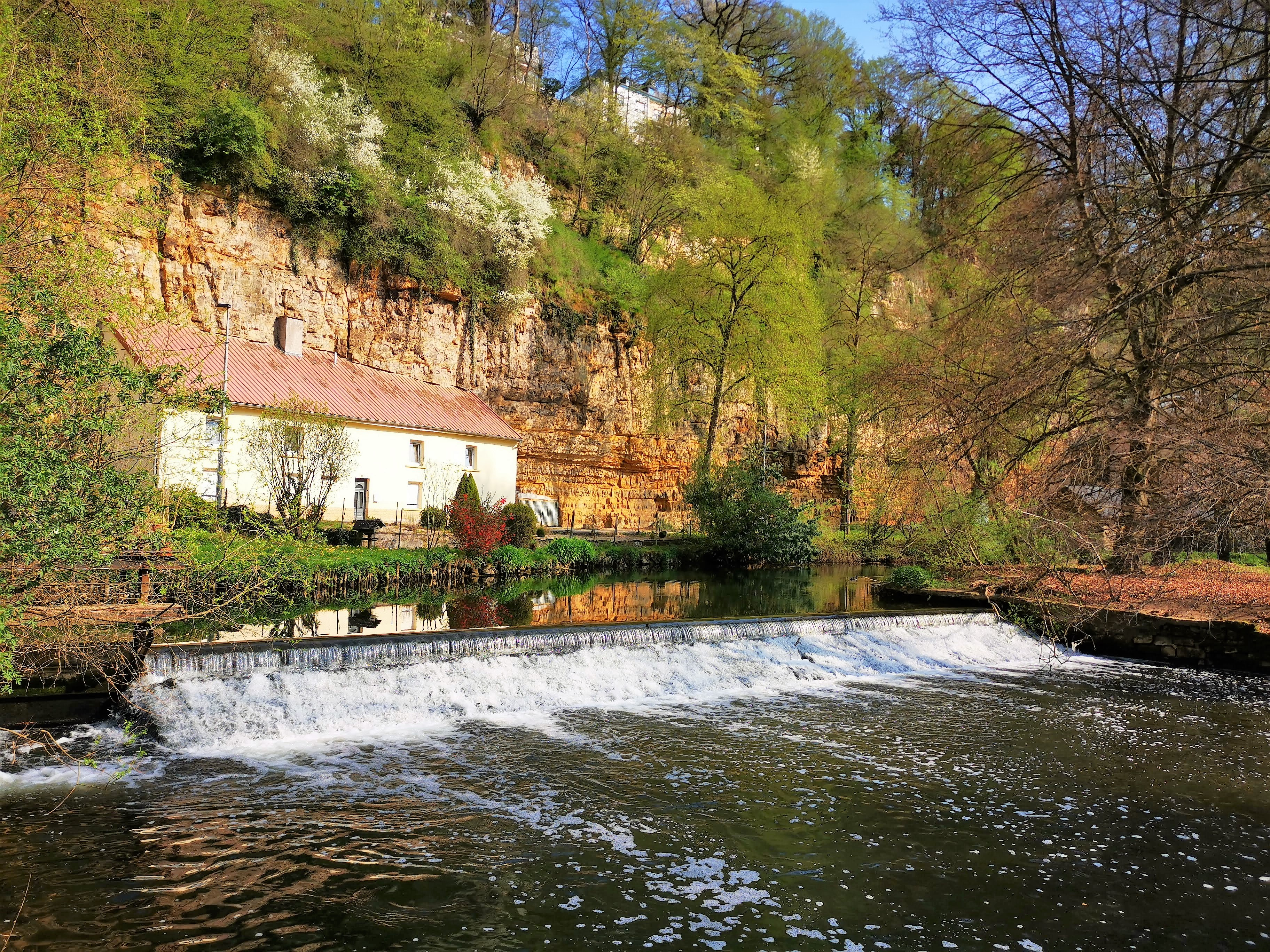
Vallée de l'Alzette à Hamm.
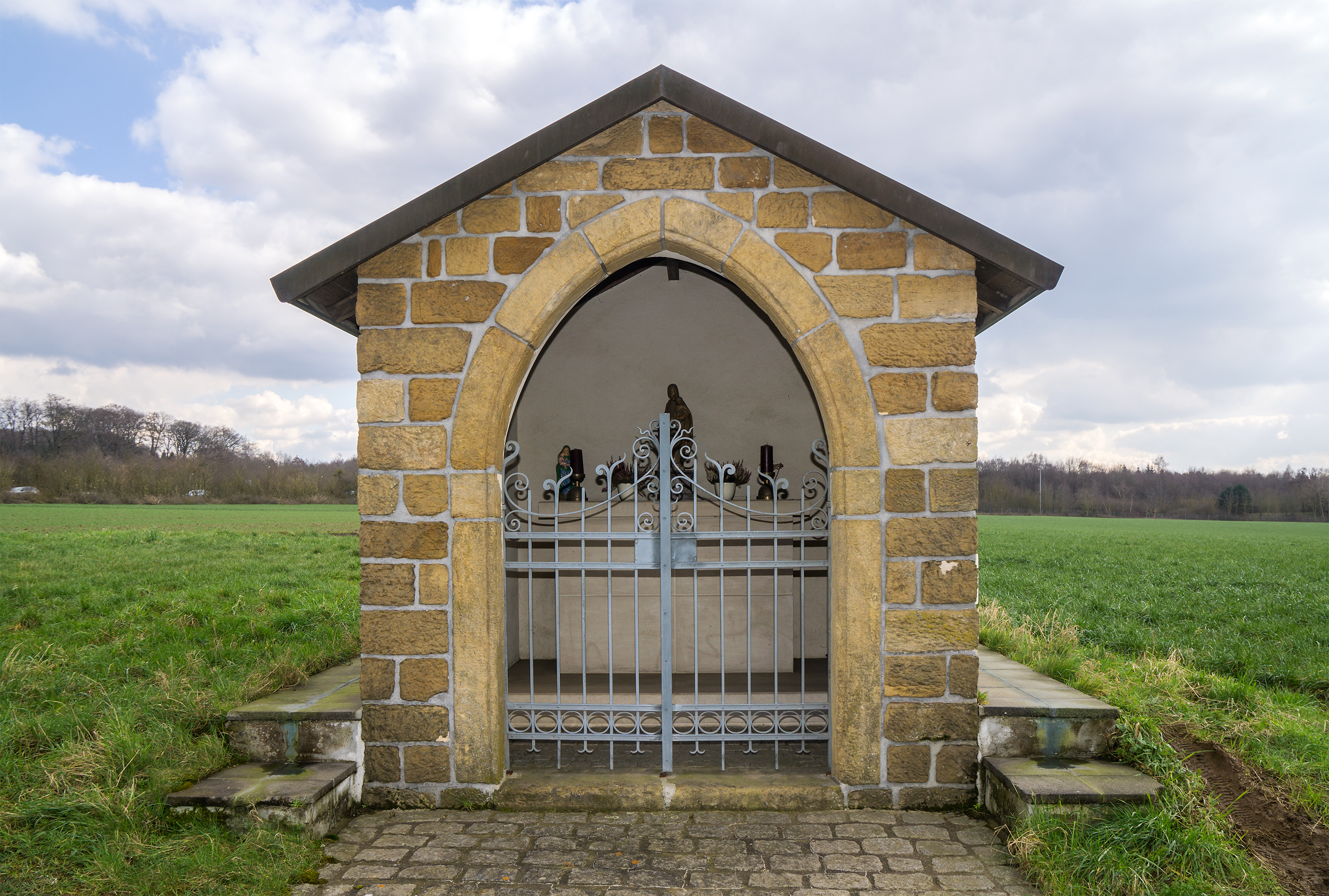
Chapelle.